# Coluna Prestes
Coluna Prestes („Zug Prestes“) war eine militärisch-politische Bewegung der Jahre 1925–1927 aus dem Umfeld der Leutnantsaufstände (tenentismo) in Brasilien. Innerhalb der Strömung gab es recht unterschiedliche programmatische Ansätze, aber die Unzufriedenheit mit der „Alten Republik“, die Forderung nach geheimen Wahlen und der Einsatz für ein vom Staat getragenes Bildungswesen können als gemeinsame Linie abgegrenzt werden. Die Führung der Bewegung gehörte den unterschiedlichsten politischen Strömungen an, der größte Teil setzte sich jedoch aus Hauptleuten und Leutnants mit Herkunft aus der Mittelschicht der Bevölkerung zusammen; in diesem Umfeld entstand das Ideal des „Soldaten als Staatsbürgers“. Coluna Prestes stritt im Kampf gegen die Regierung des damaligen Präsidenten Artur da Silva Bernardes und seines Nachfolgers Washington Luís Pereira de Sousa für die Umsetzung politischer und sozialer Reformen. Mit zunehmendem Erfolg der Bewegung trug die Coluna Prestes dazu bei, das Ansehen der „Alten Republik“ weiter zu schädigen und bereitete so den Weg zur Revolution von 1930.
Der Name Coluna Prestes (nach dem späteren Kommunisten Luís Carlos Prestes) ist irreführend. Die Bewegung geht auf unterschiedliche aufständische Truppenteile zurück, einen Zug unter der Führung von Prestes im brasilianischen Bundesstaat Rio Grande do Sul und eine zweite Einheit unter der Führung von Miguel Alberto Crispim Rodrigo da Costa und anderen Kommandeuren im Bundesstaat São Paulo. Im Bundesstaat Paraná kam es zu einem Zusammenschluss unter der Leitung von Costa. Unterabteilungen wurden von den Leutnants Cordeiro de Farias, João Alberto, Antônio de Siqueira Campos und Djalma Dutra kommandiert.  Verfolgt von Regierungstruppen zogen die Rebellen ins Landesinnere.
Neben Regierungstruppen  stellten sich der Coluna Prestes Polizeieinheiten der einzelnen Bundesstaaten entgegen, außerdem gab es Auseinandersetzungen mit Söldnertruppen, die die Regierung mit Amnestieversprechen auf ihre Seite gebracht hatte. Möglicherweise ist auch der berühmte Bandenführer der cangaceiros Virgulino Ferreira da Silva („Lampião“) auf die Coluna Prestes angesetzt worden. Es kam selten zu Gefechten mit größeren Einheiten der Regierungstruppen; im Allgemeinen wurden Ablenkungsmanöver eingesetzt, um die Regierungstruppen in die Irre zu führen. Nach einem Marsch von ungefähr 25.000 km durch das Gebiet von dreizehn brasilianischen Staaten zog sich die Coluna Prestes 1927 nach Bolivien und Paraguay zurück.
Etwa seit 2000 gelangen auch die am Marsch beteiligten Frauen Aufmerksamkeit in der Geschichtsschreibung und Literatur.